# Malacothamnus abbottii
Malacothamnus abbottii är en malvaväxtart som först beskrevs av Alice Eastwood, och fick sitt nu gällande namn av Thomas Henry Kearney. Malacothamnus abbottii ingår i släktet Malacothamnus och familjen malvaväxter. Inga underarter finns listade i Catalogue of Life.